# Tunfisk
 Denne artikel bør gennemlæses af en person med fagkendskab for at sikre den faglige korrekthed.

Tunfisk (Thunnus) er en slægt af pigfinnefisk i makrelfamilien. Det er store hurtigsvømmende fisk. Atlantisk tun, som er den største af arterne, kan komme op på en fart af 70 km i timen, så den har let ved at indhente sit bytte, som består af mindre fisk.

## Spisefisk
Tunfisk er overalt i verden udsat for et betydeligt fiskeri. De går ofte i tætte stimer, hvilket gør bestandene sårbare, da garnfisket kan indkredse en stime med net og hale de mange tun indenbords. Flere steder er arten truet af rovfiskeri. 
Fem arter af tun vurderes at være særligt truede: Sydlig blåfinnet tun (stærkt truet), atlantisk blåfinnet tun, atlantisk storøjet tun, gulfinnet tun og albacore (relativt lille tun med lyst kød, som ofte bruges til konserves). 

## Arter
Det er store fisk med en glat, cigarformet og strømlinet krop. Imellem den store halefinne og de bageste finner på ryggen og bugen findes en række meget små finner. Roden af halen er meget smal. Der findes omkring 10 arter af tunfisk. De mindste vejer nogle få kilo. Den største art (atlantisk tun, også kaldet almindelig tun) kan i sjældne tilfælde blive næsten 5 meter lang og veje 800-900 kilo. Normalt bliver den dog kun 2 meter og vejer da omkring 200 kilo. 

## Udbredelse
Tunfisk findes i alle verdenshave, men mest i de varmere dele. Almindelig tun findes i stort tal i Middelhavet og i Atlanterhavet. De kommer også sidst på sommeren på besøg i danske farvande. I Helsingør er det muligt at tage på "tun-safari" med både, hvorfra man kan opleve tun, der springer fri af vandet i jagten på makrel, hornfisk og sild.   
Tunfisk strejfer vidt omkring i verdenshavene og følger efter stimer af de fisk, som de lever af.  
En stor hun-tun gyder omkring 10 millioner æg. Æggene er meget små og svæver frit i vandet. De nyklækkede unger vokser hurtigt og æder plankton og fiskeyngel, senere blæksprutter og større fisk.